# حاجی‌آباد میرحسینی
حاجی‌آباد میرحسینی، روستایی از توابع بخش مرکزی شهرستان عنبرآباد در استان کرمان ایران است.

## جمعیت
این روستا در دهستان علی‌آباد قرار دارد و براساس سرشماری مرکز آمار ایران در سال ۱۳۸۵، جمعیت آن ۵۳۳ نفر (۱۱۰ خانوار) و بر اساس سرشماری مرکز آمار ایران در سال ۱۳۹۵، جمعیت آن ۶۲۹ نفر (۱۶۴ خانوار) بوده‌است.  